# Svenska jordbrukskreditkassan
Svenska jordbrukskreditkassan, bildad 1930 som en centralorganisation för jordbrukskasserörelsen. 
I samband med att en ny jordbrukskasselag antogs 1956 delades jordbrukskreditkassan 1958 i två delar: Sveriges Jordbrukskasseförbund och Jordbrukets Bank. Dessa två delar fick olika uppgifter: Sveriges Jordbrukskasseförbund blev en organisatiorisk intresseorganisation och bankaktiebolaget Jordbrukets Bank blev jordbruksrörelsens centralbank.